# José Messía y Gayoso
José Messía y Gayoso de los Cobos (Madrid, 16 de mayo de 1853-Madrid, 18 de mayo de 1917) también conocido como el duque de Tamames, fue un político español, diputado y senador en las Cortes de la Restauración.

## Biografía

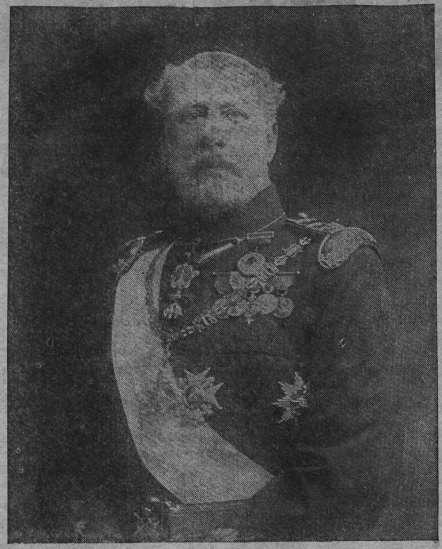
Fotografiado por Goñi en La Acción

Nació el 16 de mayo de 1853 en Madrid.
El duque de Tamames tuvo un feudo en el distrito salmantino de Ledesma; obtuvo escaño en Cortes por dicho distrito electoral en los sucesivos comicios de
1886, 1891, 1893, 1896, 1898, 1899, 1901, 1903, 1905, 1907, 1910, A partir de 1911 se convirtió en senador por derecho propio.
Desempeñó el cargo de gobernador civil de la provincia de Madrid entre marzo de 1894 y marzo de 1895.
Fue decano de la Grandeza de España y caballero de la Orden del Toisón de Oro. También llegó a ser presidente del Centro de Acción Nobiliaria.
Dentro de sus actividades sociales, como decano de la nobleza en España y jefe de la casa civil de Borbón, fue facilitador para la creación de la asociación escultista, los Exploradores de España, ostentando el cargo de primer presidente del comité nacional desde su fundación en 1912 hasta su renuncia en 1915, en solidaridad por la dimisión del fundador, Teodoro Iradier y Herrero. No obstante, pese a las profundas discrepancias en el seno de la organización, se reincorporó el 11 de marzo de 1915 a petición de la asamblea nacional, cargo que ostentó hasta su muerte. La nueva junta de gobierno estaba formada por Antonio Trucharte como secretario, Arturo Cuyás como comisario general y Teodoro Iradier y Herrero como vocal.
Falleció el 18 de mayo de 1917 en Madrid.